# Motín en la cárcel Palmasola de 2013
El 23 de agosto de 2013, estalló un motín en la cárcel de Palmasola, una prisión de máxima seguridad en Santa Cruz, Bolivia. El motín comenzó cuando los miembros de un bloque de celdas atacaron a una banda rival en otro, con el uso de tanques de propano como lanzallamas. Treinta y una personas murieron, entre ellas un niño de 18 meses de edad, que vivía en la prisión. Treinta y siete resultaron gravemente heridas. El motín provocó llamados a la reforma en el sistema penitenciario de Bolivia, que está plagado de hacinamiento y largas demoras en el sistema de ensayo.

## Antecedentes
Palmasola es la cárcel más grande de Bolivia y cuenta con cerca de 3.500 prisioneros. Al igual que muchas cárceles en América Latina, los guardias ejercen un control mínimo sobre lo que sucede dentro de la prisión, lo que lleva a describirla como una "ciudad prisión". Los guardias del lugar sólo se concentran en asegurar el perímetro de la instalación. De acuerdo a los ex reclusos, casi cualquier cosa se puede conseguir en la cárcel. Las empresas operan dentro de la prisión para suministrar armas y drogas. Según la ley boliviana, los niños menores de seis años pueden vivir en una prisión con uno de sus padres. Cuatro de cada cinco presos en Palmasola están en espera de juicio.
La cárceles en América Latina se encuentran entre los más peligrosas del mundo, y las que hay en Bolivia son las segundas más superpobladas en un 233% de exceso de capacidad (justo detrás de El Salvador, con 299%). Los factores determinantes en el hacinamiento son detenciones preventivas y los retrasos judiciales. Al menos el 85% de los internos en el país han estado pendiente de ensayos/convicciones. Muchos son encarcelados por delitos de drogas menores bajo la Ley 1008, una polémica legislación creada en 1988 que pone penas severas a los delincuentes de la droga. Además, las cárceles en América Latina están a menudo dirigidas por los internos afiliados a un grupo criminal. Los líderes de las pandillas, conocidas como "delegados", pueden cobrar cargos a otros presos a cambio de determinados beneficios, como ocupando células personales, disfrutando de las visitas familiares, o que tengan televisores. Las cárceles de Bolivia pueden tener los llamados cargos "seguro de vida", el pago de extorsiones obligatorias entre los reclusos que van desde $ 100 a $ 500. Las tasas son controladas por bandas de presos, y los que no pagan pueden enfrentarse a la tortura o la muerte. Atroz como estos abusos son, a partir de 2013, las actividades del crimen organizado en el sistema penitenciario de Bolivia que no están en los niveles de influencia observadas en la mayoría de las cárceles de América Central, Brasil, Perú y Venezuela, donde una proporción significativa de la delincuencia organizada de fuera es comandado desde el interior de lasprisiones.

## Motín
Aproximadamente a las 06 a. m. del 23 de agosto de 2013, estalló un motín en Palmasola cuando una banda que vivía en el bloque de las celdas B abrió un agujero en la pared que lo separaba de bloque de celdas A, el hogar de una banda rival. Luego utilizaron machetes, pequeños cuchillos y palos para atacar a sus rivales. Los internos utilizaron una serie de tanques de propano, en primer lugar para sofocar a las víctimas con el gas, a continuación, establecieron los tanques en llamas, usándolos como lanzallamas o bombas. Casquillos de bala fueron encontrados en la escena, pero no estaba claro si las armas se habían utilizado en el conflicto. El fuego se extendió rápidamente cuando colchones de paja se incendiaron, atrapando a algunos presos y haciendo que otras personas saltaran del techo en un intento de escapar del fuego. Un centenar de policías adicionales fueron enviados a recuperar el control de la prisión; aun así, tomó cuatro horas hacerlo. Según la política local Maria Inez Gálvez, no había suficientes guardias de servicio para llevar a todos los heridos al hospital.

## Damnificados
Treinta y un personas murieron en los disturbios, la mayoría de los cuales fueron quemados hasta la muerte. Entre los muertos estaba un niño de 18 meses de edad, que vivía en la prisión. Posteriormente otros cuatro fallecieron por heridas en hospitales Otros 37 reclusos resultaron gravemente heridos con quemaduras en más del 60-90% de sus cuerpos, y 256 fueron evacuados. Fue el motín carcelario más mortífero en la historia de Bolivia. El presidente Evo Morales ordenó una investigación con los familiares en espera fuera de la prisión para saber si sus seres queridos estaban heridos o muertos. Ellos furiosamente se quejaron de que los guardias habían hecho ningún esfuerzo para salvar las vidas de los presos, en lugar de dejar a matriz lesionada de sus quemaduras. Los niños que viven en la prisión fueron evacuados tras el incendio. Una lista de los fallecidos no había sido publicada a partir del 24 de agosto. Más de 50 presos sospechosos como agresores durante los disturbios se han aislado en un cuestionamiento pendiente.

## Causa
El amotinamiento comenzó como una batalla por el liderazgo y el control del sector "Chonchocorito" de la prisión. La pandilla en el bloque de la celda A presuntamente había estado extrayendo los pagos de sus rivales en el bloque de las celdas B incrementando los intentos de extorsión e iniciado el motín. Los cabecillas sospechosos eran asesinos y violadores condenados.